# Thawat Buri (huyện)
Thawat Buri (tiếng Thái: ธวัชบุรี) là một huyện (amphoe) của tỉnh Roi Et, Thái Lan.

## Địa lý
Huyện này nằm ở trung bộ tỉnh Roi Et. Các huyện giáp ranh (từ phía bắc theo chiều kim đồng hồ) là: Chiang Khwan, Selaphum, Thung Khao Luang, At Samat và Mueang Roi Et.

## Lịch sử
Năm 1913 Huyện đã được đổi tên từ Uthai Roi Et (อุไทยร้อยเอ็ด) sang Saeng Badan (แซงบาดาล). Năm 1939, đơn vị này được đổi tên thành Thawat Buri.

## Hành chính
Huyện này được chia thành 12 phó huyện (tambon), các đơn vị này lại được chia ra thành 147 làng (muban). Có hai đô thị phó huyện (thesaban tambon) - Ban Niwet nằm trên một phần của tambon Niwet, Thong Thani nằm trên toàn bộ tambon Thong Thani và một phần của Bueng Nakhon. Có 11 Tổ chức hành chính tambons (TAO).
| STT. | Tên          | Tên Thái | Số làng | Dân số |  |
| ---- | ------------ | -------- | ------- | ------ |  |
| 1.   | Niwet        | นิเวศน์    | 17      | 8.960  |  |
| 2.   | Thong Thani  | ธงธานี    | 10      | 6.188  |  |
| 3.   | Nong Phai    | หนองไผ่   | 18      | 7.626  |  |
| 4.   | Thawat Buri  | ธวัชบุรี    | 12      | 4.792  |  |
| 6.   | Um Mao       | อุ่มเม้า    | 15      | 7.690  |  |
| 7.   | Ma-ue        | มะอึ      | 10      | 5.508  |  |
| 10.  | Khwao Thung  | เขวาทุ่ง   | 10      | 4.548  |  |
| 15.  | Phaisan      | ไพศาล    | 9       | 4.042  |  |
| 17.  | Mueang Noi   | เมืองน้อย  | 13      | 5.163  |  |
| 20.  | Bueng Nakhon | บึงนคร    | 13      | 6.219  |  |
| 22.  | Ratchathani  | ราชธานี   | 11      | 3.573  |  |
| 24.  | Nong Phok    | หนองพอก  | 9       | 4.122  |  |

Các con số không có trong bảng này là tambon nay tạo thành huyện Chiang Khwan và Thung Khao Luang.